# ダイナスター (列車)
ダイナスターは、かつて西日本旅客鉄道（JR西日本）が福井駅 - 金沢駅間を、北陸本線経由で運行していた特急列車である。

## 概要

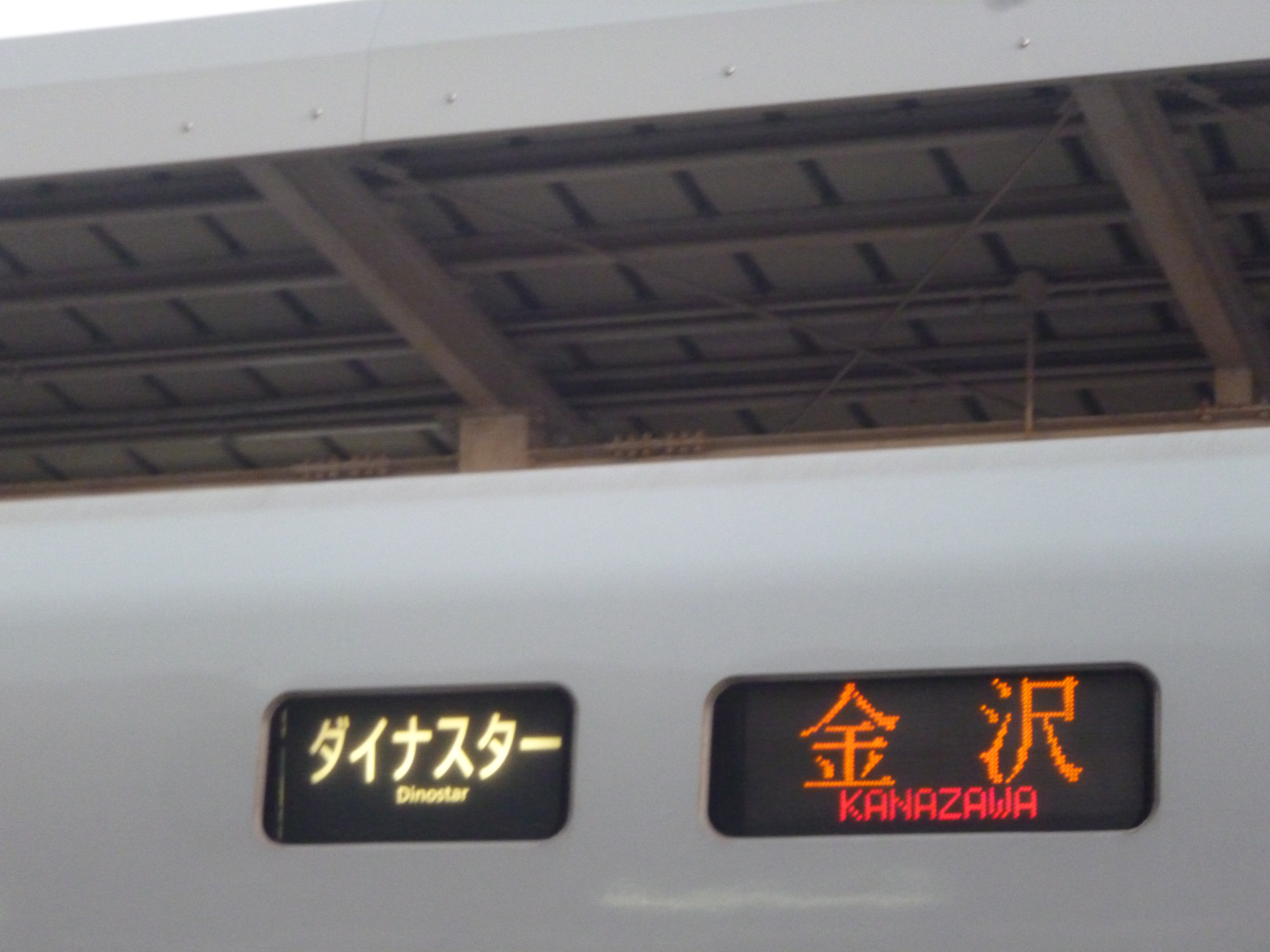
愛称表示幕と行先表示

特急「ダイナスター」は、2015年（平成27年）3月14日の北陸新幹線長野駅 - 金沢駅間の延伸開業に伴い、金沢駅で北陸新幹線と接続する列車として運行を開始した。列車の性格としては2015年3月13日まで運行されていた特急「はくたか」の福井駅発着列車のうち金沢駅以西を引き継いだ形で、大阪駅発着の特急「サンダーバード」、名古屋駅・米原駅発着の特急「しらさぎ」が運転されない朝の下り（福井発）と夜の上り（金沢発）のみ運行された。
2024年3月16日の北陸新幹線敦賀駅延伸に伴い、前日の3月15日をもって廃止された。

### 列車名の由来
JR西日本の公式説明によれば、福井県立恐竜博物館に代表される福井県の観光資源・恐竜の英訳「ダイナソー(Dinosaur)」と、地元の期待を込めた「スター(Star)」を組み合わせて命名されたものとしている。

## 運行概況
2024年3月16日の廃止直前には、福井駅 - 金沢駅間で2往復運転されていた。金沢駅で北陸新幹線と接続していた。
なお、異常気象などで特急「サンダーバード」「しらさぎ」などが運休する場合は、代替として敦賀駅 - 金沢駅間に臨時の「ダイナスター」が運行されることもあった。この際は「サンダーバード」「しらさぎ」の定期列車と同じダイヤで運行することがあり、列車によっては定期「ダイナスター」が停車しない大聖寺駅や松任駅にも停車した。2015年7月18日には、台風11号による大雨の影響で「サンダーバード」・「しらさぎ」が終日運休になったため、これらの列車の定期時刻を活用した、敦賀駅 - 金沢駅間の「ダイナスター」が臨時列車として運行された。同年9月9日にも同様の理由で臨時運行が行われた。

### 停車駅
福井駅 - 芦原温泉駅 - 加賀温泉駅 - 小松駅 - 金沢駅

### 使用車両・編成
681系または683系が使用されていた。2往復ともグリーン車を連結した6両編成で、1往復（廃止直前の2・3号）は「しらさぎ」用の車両、1往復（廃止直前の1・4号）は「サンダーバード」用の車両で運転された。
2016年3月26日のダイヤ改正より旧1・6号についてはグリーン車なしの3両編成に減車された。2021年3月13日のダイヤ改正から1・6号が廃止される予定だったが、COVID-19に伴う需要減少により2月1日から当該2本は運転取り止めとなり、そのまま復活することもなく廃止された。

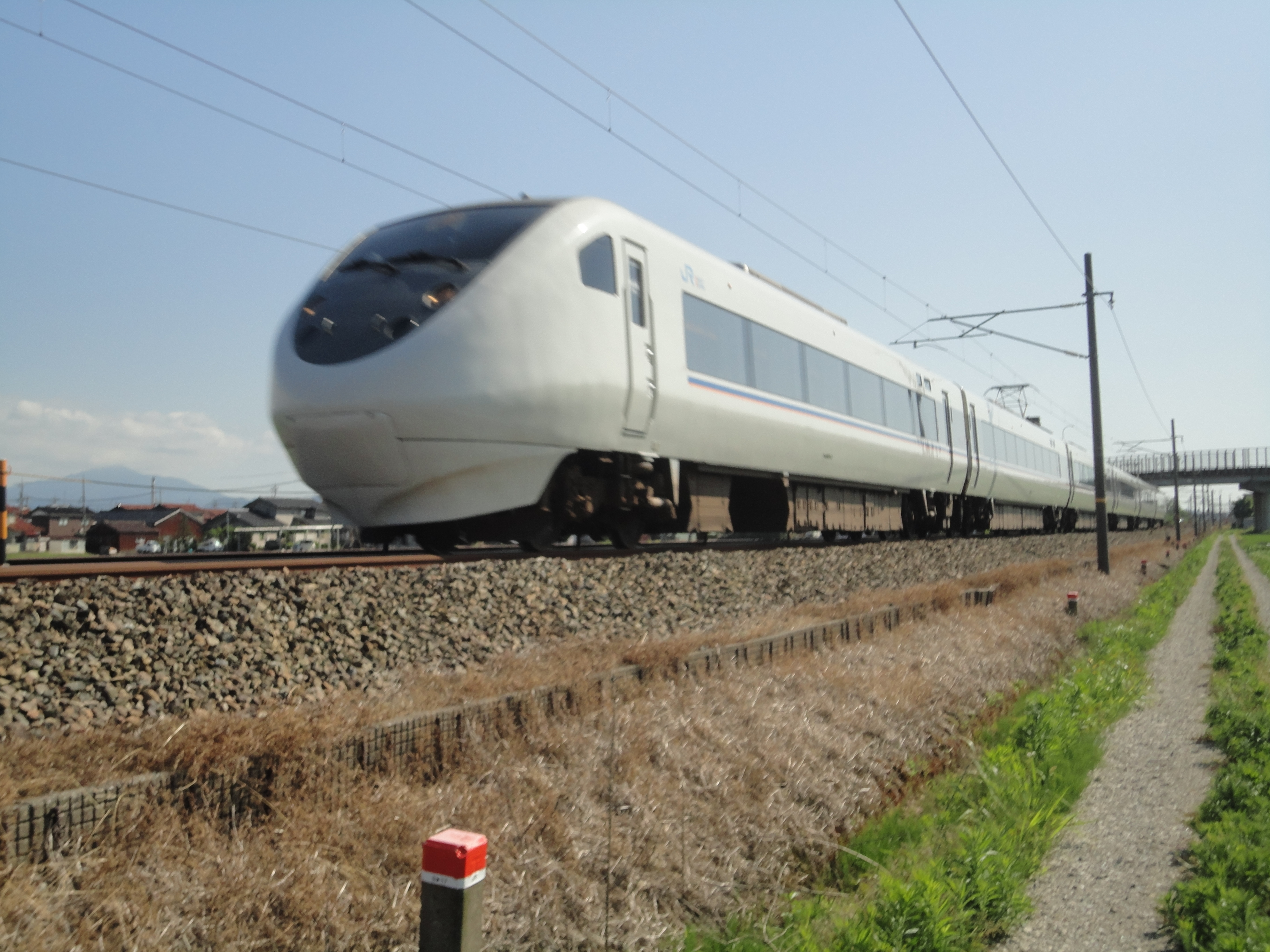
681系0番台（しらさぎ編成）
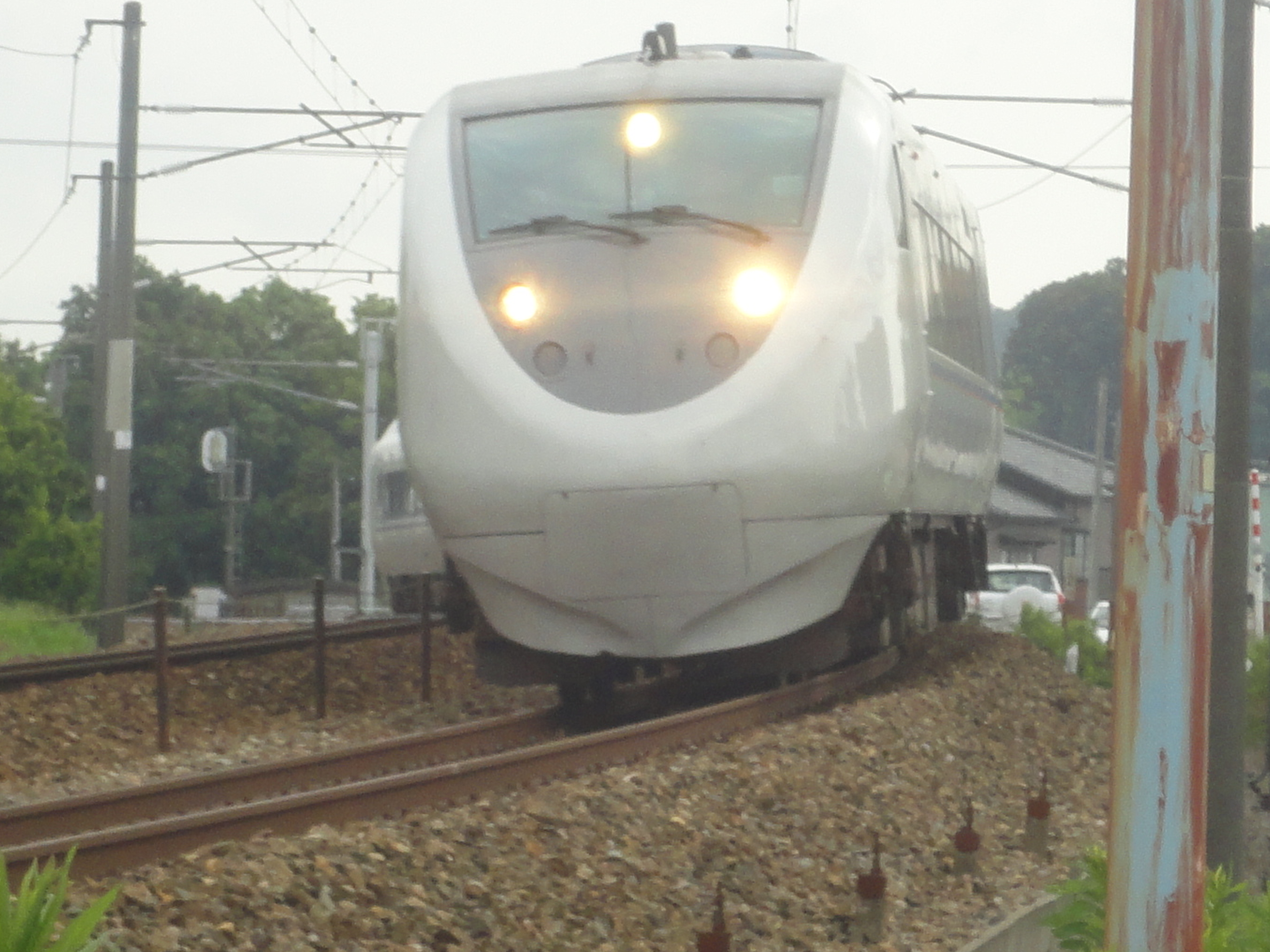
681系2000番台
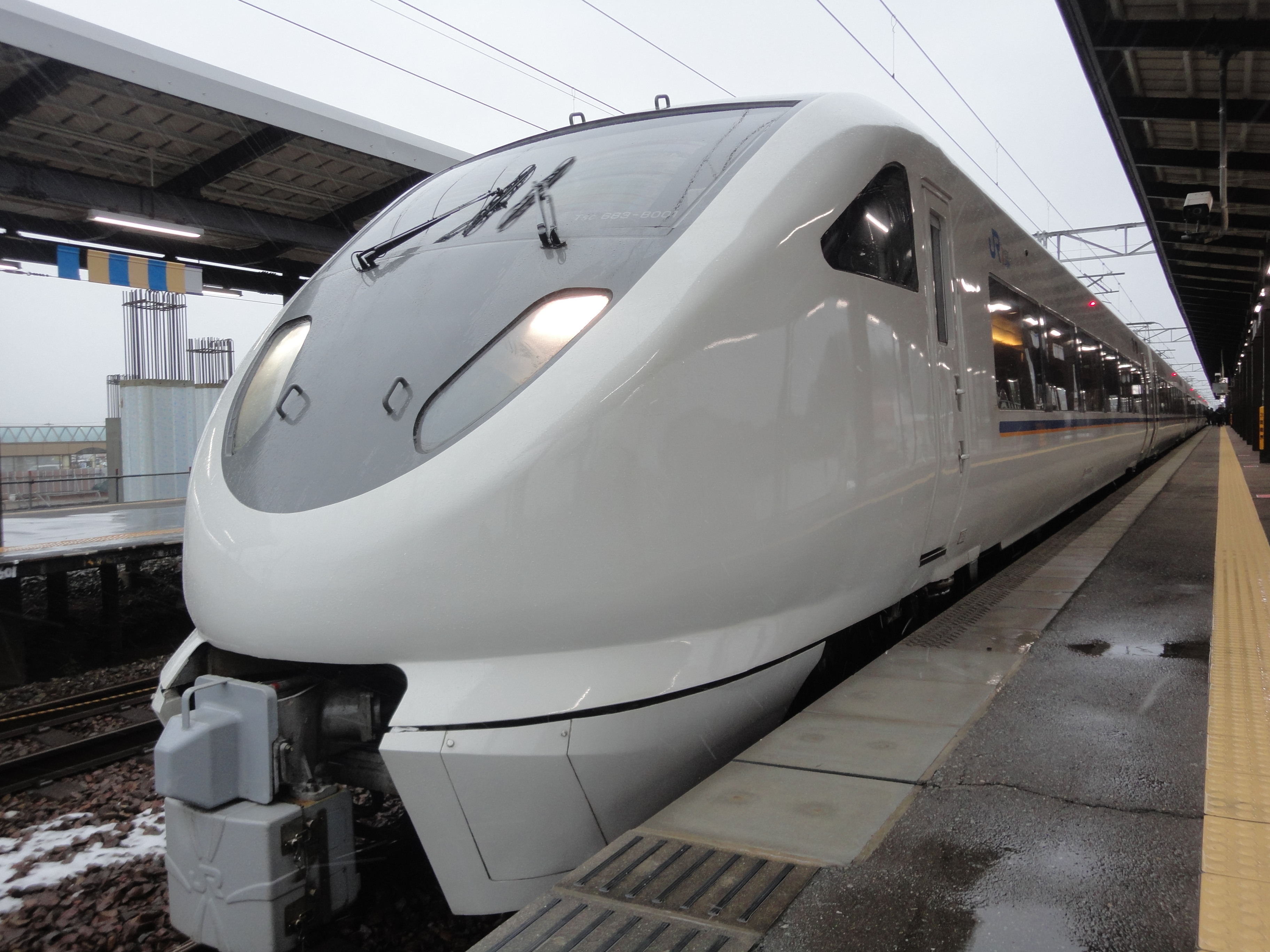
683系8000番台

#### 過去の車両
681系1000番台
運行開始当初より使用され2015年7月の運用復帰後も引き続き使用されたが、2019年6月以降、運用に全く入らなくなっていた。
その後、同編成は9月12日に吹田総合車両所へ回送され、廃車となった。

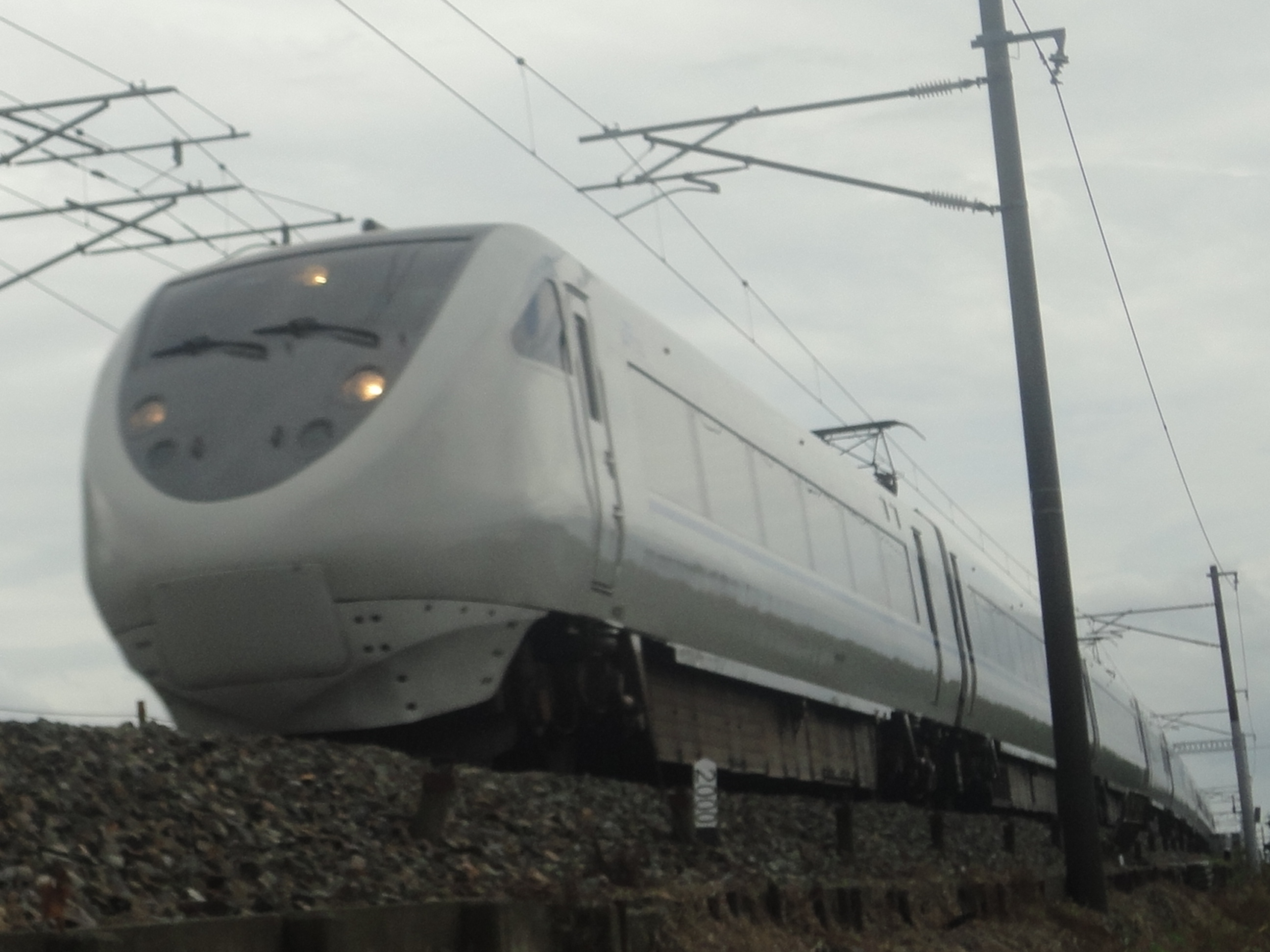
681系1000番台

## 沿革
- 2015年（平成27年）
  - 3月14日：運行開始[広報 4]。設定当初は3往復運転され、全列車グリーン車連結の6両編成であった。
  - 7月18日：台風11号により「サンダーバード」「しらさぎ」が終日運休となったため、2列車のうち敦賀駅 - 金沢駅間を「ダイナスター」として運転[6]。
  - 9月9日：台風18号により「サンダーバード」「しらさぎ」が終日運休となったため、2列車のうち敦賀駅 - 金沢駅間を「ダイナスター」として運転。
- 2016年（平成28年）3月26日：1・6号がグリーン車なしの3両編成に変更[広報 3]。
- 2021年（令和3年）
  - 2月1日：1・6号が同日以降運休[広報 6]。
  - 3月13日：1・6号が廃止[広報 5]。下り列車は号数が繰り上げられた（旧：3号→新：1号、旧：5号→新：3号）[広報 5]。
- 2022年（令和4年）8月6日 - 8月10日：福井地区の大雨による一部区間不通に伴い、「サンダーバード」「しらさぎ」のうち福井駅 - 金沢駅間を「ダイナスター」として運転[3]
- 2024年（令和6年）3月16日：全列車廃止[広報 2]。